# Visitas oficiales de jefes de Estado y de Gobierno a España durante la XII Legislatura
Las visitas oficiales que jefes de Gobierno o de Estado realizaron a España durante la XII Legislatura (19 de julio de 2016 – 20 de mayo de 2019) se detallan a continuación.

## Características
Las visitas de Estado a España, como las que realizan fuera de España, se realizan mediante invitación del país anfitrión y entre jefes de Estado. Estas visitas, que tienen pueden tener una duración máxima de 3 días, suelen contar con la presencia de los consortes y destacan por los recibimientos con honores y por posteriores comidas o cenas donde asisten las máximas autoridades civiles, militares, eclesiásticas, así como, principales empresarios y personajes de la sociedad civil en algunos casos. Estas visitas de Estado suelen realizarse una sola vez durante el mandato del Jefe del Estado, y siendo posible otra hasta un cambio de mandato
La visita oficial, por su parte, suele ser menos protocolaria, y se realizan por invitación o por solicitud del país extranjero. Pueden realizarlas, en menor duración que las visitas de estado, jefes de Estado, primeros ministros, ministros o representantes de organizaciones internacionales. En muchos casos solo incluye la visita al jefe del gobierno del país anfitrión (en caso de sistemas parlamentarios o semipresidencialistas), especialmente para tratar temas de índole político, económico, social etcétera. Estas visitas oficiales también pueden darse por visitas a instituciones concretas, eventos como ferias internacionales, congresos, festividades patrias, ceremonias...

## Visitas de estado a España
Las visitas estatales a España se llevan a cabo con la participación del Rey de España. Los eventos del día comienzan cuando el dignatario visitante llega en un vehículo especial al Palacio Real de Madrid en la capital española de Madrid. A medida que llega el dignatario, las unidades de la Guardia Real se preparan para el inicio de la ceremonia. La ceremonia comienza con todas las unidades presentando armas al sonar una saludo real, con la ejecución del himno nacional del país invitado y después del himno nacional español, la Marcha Real.  Luego comienzan su inspección, revisando la infantería así como las unidades montadas. Una vez que se completa la revisión, se lleva a cabo un gran desfile militar en el patio del palacio con las bandas en masa que tocan música militar a medida que las unidades avanzan.

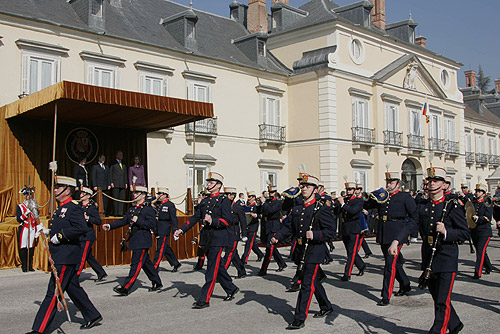
Banda Militar durante una visita de estado para el Presidente de Rusia Vladímir Putin.

La otra ceremonia estatal notable que se lleva a cabo en el palacio es la cena estatal, organizada por el Rey, a la que asisten el dignatario visitante, su delegación, la Familia Real Española, el presidente del Gobierno y otras autoridades del Estado. Durante el transcurso de la visita, el líder visitante puede pronunciar un discurso en una sesión conjunta de Cortes Generales.

## Autoridades españolas
La Jefatura del Estado la ejercía el monarca Felipe VI, desde el 2 de junio de 2014. La Jefatura del Gobierno recayó nuevamente en el presidente del Gobierno, Mariano Rajoy del PP. El 1 de junio de 2018 fue aprobada una moción de censura contra el presidente Rajoy, por lo que el candidato que presentó la moción, Pedro Sánchez del PSOE, ocupó la presidencia de acuerdo con el artículo 114.2 de la Constitución española.
- Gobierno de Rajoy: 4 de noviembre de 2016 - 1 de junio de 2018.
- Gobierno en funciones: 1 de junio - 7 de junio de 2018.
- Gobierno de Sánchez: 7 de junio de 2018 - 30 de abril de 2019.
- Gobierno en funciones: 30 de abril - 20 de mayo de 2019.

## Cronología
| Fecha              | País | Jefe de Estado o de Gobierno                                                                                         |
| ------------------ | --- | --- |
| 2016               | | |
| 12 de septiembre   | Unión Europea | Presidente del Consejo Europeo Donald Tusk                                                                           |
| 7 de octubre       | Unión Europea | Presidente del Parlamento Europeo Martin Schulz                                                                      |
| 13 de octubre      | Reino Unido | Primera ministra Theresa May                                                                                         |
| 14 de octubre      | Ciudad del Vaticano                                                                                                  | Secretario de Estado Pietro Parolin                                                                                  |
| 14 de noviembre    | Portugal | Primer ministro António Costa                                                                                        |
| 16 de noviembre    | Naciones Unidas | Secretario General António Guterres                                                                                  |
| 22 de noviembre    | Brasil | Ministerio de Relaciones Exteriores José Serra                                                                       |
| 28 de noviembre    | Uruguay | Presidente Tabaré Vázquez                                                                                            |
| 1 de diciembre     | Unión Europea | Presidente de la Comisión Europea, Jean-Claude Juncker                                                               |
| 2017               | | |
| 12 de enero        | Irlanda | Taoiseach Enda Kenny                                                                                                 |
| 18 de enero        | Georgia | Primer ministro Giorgi Kvirikashvili                                                                                 |
| 27 de enero        | OEA | Secretario general Luis Almagro                                                                                      |
| 27 de enero        | Italia | Presidente del Consejo de Ministros Paolo Gentiloni                                                                  |
| 30 de enero        | Ecuador | Presidente Rafael Correa                                                                                             |
| 1 de febrero       | SEGIB | Secretaria General Rebeca Grynspan Mayufis                                                                           |
| 10 de febrero      | Unión Europea | Presidente del Parlamento Europeo Antonio Tajani                                                                     |
| 23 de febrero      | Argentina | Presidente Mauricio Macri                                                                                            |
| 13 de marzo        | Unión Europea | Presidente del Tribunal de Cuentas Europeo, Klaus-Heiner Lehne                                                       |
| 10 de abril        | Chile | Presidente Sebastián Piñera                                                                                          |
| 10 de abril        | Diversos jefes de Estado y de Gobierno de países del sur de la Unión Europea en el Palacio Real de El Pardo, Madrid. | Diversos jefes de Estado y de Gobierno de países del sur de la Unión Europea en el Palacio Real de El Pardo, Madrid. |
| 17 de abril        | Cuba | Ministerio de Relaciones Exteriores Bruno Rodríguez Parrilla                                                         |
| 8 de mayo          | Costa Rica | Presidente Luis Guillermo Solís                                                                                      |
| 17 de mayo         | Andorra | Presidente del Gobierno Antoni Martí                                                                                 |
| 31 de mayo         | India | Primer ministro Narendra Modi                                                                                        |
| 5 de junio         | Estonia | Primer ministro Jüri Ratas                                                                                           |
| 12 de junio        | Perú | Presidente Pedro Pablo Kuczynski                                                                                     |
| 5 de septiembre    | Venezuela | Presidente de la Asamblea Nacional de Venezuela Julio Borges                                                         |
| 7 de noviembre     | Israel | Presidente Reuven Rivlin                                                                                             |
| 20 de noviembre    | Palestina | Presidente Mahmud Abás                                                                                               |
| 18 de diciembre    | Ecuador | Presidente Lenín Moreno                                                                                              |
| 2018               | | |
| 17 de enero        | Letonia | Primer ministro Arturs Krišjānis Kariņš                                                                              |
| 25 de enero        | OTAN | Secretario general Jens Stoltenberg                                                                                  |
| 6 de febrero       | Portugal | Primer ministro António Costa                                                                                        |
| 16 de marzo        | Unión Europea | Presidente del Consejo Europeo Donald Tusk                                                                           |
| 16 de marzo        | Bolivia | Presidente Evo Morales                                                                                               |
| 12 de abril        | Arabia Saudita | Príncipe heredero Mohamed bin Salmán                                                                                 |
| 13 de abril        | Dinamarca | Primer ministro Lars Løkke Rasmussen                                                                                 |
| 17 de abril        | Portugal | Presidente Marcelo Rebelo de Sousa                                                                                   |
| 25 de abril        | México | Presidente Enrique Peña Nieto                                                                                        |
| 8 de mayo          | Unión Europea | Presidente del Parlamento Europeo Antonio Tajani                                                                     |
| 13 de mayo         | Colombia | Presidente Juan Manuel Santos                                                                                        |
| 17 de mayo         | China | Ministro de Relaciones Exteriores Wang Yi                                                                            |
| 4 de junio         | Ucrania | Presidente Petro Poroshenko                                                                                          |
| 14 de junio        | Irlanda | Taoiseach Leo Varadkar                                                                                               |
| 19 de junio        | Unión Europea | Presidente del Consejo Europeo Donald Tusk                                                                           |
| 3 de julio         | OTAN | Secretario general Jens Stoltenberg                                                                                  |
| 6 de julio         | Colombia | Presidente Iván Duque                                                                                                |
| 20 de julio        | Líbano | Presidente del Consejo de Ministros Saad Hariri                                                                      |
| 26 de julio        | Ecuador | Presidente Lenín Moreno                                                                                              |
| 26 de julio        | Francia | Presidente Emmanuel Macron                                                                                           |
| 11 de agosto       | Alemania | Canciller Angela Merkel                                                                                              |
| 6 de septiembre    | Rumania | Primera ministra del Gobierno Viorica Dăncilă                                                                        |
| 6 de septiembre    | Unión Europea | Comisario de Asuntos Económicos y Monetarios Pierre Moscovici                                                        |
| 12 de septiembre   | Austria | Canciller Sebastian Kurz                                                                                             |
| 13 de septiembre   | Catar | Viceprimer ministro y ministro de Relaciones Exteriores Sheikh Mohammed bin Abdulrahman                              |
| 18 de septiembre   | SICA | Secretario general Vinicio Cerezo                                                                                    |
| 1 de octubre       | Francia | Primer ministro Édouard Philippe                                                                                     |
| 4 de octubre       | Finlandia | Primer ministro Juha Sipilä                                                                                          |
| 6 de octubre       | Portugal | Primer ministro António Costa                                                                                        |
| 9 de octubre       | Chile | Presidente Sebastián Piñera                                                                                          |
| 16 de octubre      | Japón | Primer ministro Shinzo Abe                                                                                           |
| 24 de octubre      | Alemania | Presidente Frank-Walter Steinmeier                                                                                   |
| 7 de noviembre     | SEGIB | Secretaria General Rebeca Grynspan Mayufis                                                                           |
| 8 de noviembre     | Eslovenia | Presidente del Gobierno Marjan Šarec                                                                                 |
| 21 de noviembre    | Portugal | Primer ministro António Costa                                                                                        |
| 28 de noviembre    | China | Presidente Xi Jinping                                                                                                |
| 2019               | | |
| 25 de enero        | Parlacen | Presidenta Irma Amaya                                                                                                |
| 4 de febrero       | Unión Europea | Presidente del Banco Central Europeo Mario Draghi                                                                    |
| 14 de febrero      | Luxemburgo | Primer ministro Xavier Bettel                                                                                        |
| 22 de febrero      | Suecia | Primer ministro Stefan Löfven                                                                                        |
| 27 - 28 de febrero | Perú | Presidente Martín Vizcarra                                                                                           |
| 16 de marzo        | Unión Europea | Presidente del Consejo Europeo Donald Tusk                                                                           |

## Número de visitas por país
A continuación se enumeran las visitas que han realizado por países y continentes. No se incluyen las visitas realizadas por miembros de organizaciones supranacionales.
| África | América | Asia                                                                                           | Europa | Oceanía |
| ------ | --- | ---------------------------------------------------------------------------------------------- | --- | ------- |
| —      | Argentina (1) · Bolivia (1) · Brasil (1) · Chile (2) · Colombia (2) · Costa Rica (1) · Cuba (1) · Ecuador (3) · México (1) · Perú (2) · Uruguay (1) · Venezuela (1) · | Arabia Saudita (1) Catar (1) China (2) India (1) Israel (1) Japón (1) Líbano (1) Palestina (1) | Alemania (2) · Andorra (1) · Austria (1) · Dinamarca (1) · Eslovenia (1) · Estonia (1) · Finlandia (1) · Francia (2) · Georgia (1) · Irlanda (2) · Italia (1) · Letonia (1) · Luxemburgo (1) · Portugal (5) · Reino Unido (1) · Rumania (1) · Suecia (1) · Ucrania (1) · Ciudad del Vaticano (1) · | —       |
| —      | 12 países 17 visitas | 8 países 9 visitas                                                                             | 19 países 26 visitas | —       |